# Jens Bürkle
Jens Bürkle (* 14. Oktober 1980) ist ein deutscher Handballtrainer und ehemaliger Handballspieler. Seine Spielposition war Kreisläufer.

## Karriere

### Als Spieler
In der Jugend begann Jens Bürkle beim TV Oeffingen. Ab der A-Jugend spielte er bis 2001 beim TV Bittenfeld. Danach wechselte er zum Zweitligisten TV Kornwestheim. Seit 2005 war er beim Erstligisten HBW Balingen-Weilstetten unter Vertrag. Die Position am Kreis teilte er sich mit Wolfgang Strobel. Insgesamt absolvierte er 179 Bundesligaspiele und erzielte dabei 277 Tore.

### Als Trainer
Nach der Saison 2011/12 beendete Bürkle seine Spielerlaufbahn und übernahm den Trainerposten beim Drittligisten DJK Rimpar, mit dem er 2013 in die zweite Liga aufstieg.
Bürkle wurde in den Spielzeiten 2013/14 und 2014/15 von den Trainern und Managern der Zweitliga-Mannschaften zum Trainer der Saison gewählt.
Nach der Saison 2014/15 verließ Bürkle die DJK Rimpar und wechselte zum Erstligisten TSV Hannover-Burgdorf. Nach der Saison 2016/17 trennte sich Hannover-Burgdorf von Bürkle. Im Oktober 2017 übernahm er den Zweitligisten HBW Balingen-Weilstetten. Unter seiner Leitung stieg Balingen 2019 in die Bundesliga auf, 2022 ab und 2023 als Meister wieder auf. Im April 2024 wurde Bürkle von HBW Balingen-Weilstetten von seinen Aufgaben entbunden. Im Sommer 2024 wurde er beim TVB Stuttgart als Jugendwart tätig. Im November 2024 übernahm er gemeinsam mit Jürgen Schweikardt das Traineramt der Bundesligamannschaft des TVB bis zum Saisonende.

## Sonstiges
Marc Bürkle, der Bruder von Jens, war ebenfalls als Handballspieler beim TV Bittenfeld aktiv.